# Виноградненська сільська рада (Маріуполь)
Виногра́дненська сільська́ ра́да — колишня адміністративно-територіальна одиниця та орган місцевого самоврядування у складі Маріупольської міської ради Донецької області. Адміністративний центр — село Виноградне.

## Загальні відомості
- Територія ради: 22,827 км²
- Населення ради: 2 647 осіб (станом на 2001 рік)

## Населені пункти
Сільській раді були підпорядковані населені пункти:
- с. Виноградне
- с. Піонерське
- с. Приморське

## Історія
11 грудня 2014 року Верховна Рада України передала 2282,7 гектара земель Новоазовського району, що знаходяться у віданні Виноградненської сільської ради (в тому числі території села Виноградне, села Піонерське, села Приморське) до складу Волноваського району.
20 травня 2015 року Верховна Рада України внесла зміни до постанови від 11 грудня 2014 року, збільшивши територію міста Маріуполя на 2282,7 гектара за рахунок передачі до його складу 2282,7 гектара земель Новоазовського району, що знаходяться у віданні Виноградненської сільської ради (в тому числі території села Виноградне, села Піонерське, села Приморське).

## Склад ради
Рада складалася з 18 депутатів та голови.
- Голова ради: Яцко Євген Кузьмич

### Депутати
За результатами місцевих виборів 2010 року депутатами ради стали:

#### За суб'єктами висування
| Суб'єкт висування             | Кількість обраних депутатів | %    |
| ----------------------------- | --------------------------- | ---- |
| Партія регіонів               | 8                           | 44,4 |
| Самовисування                 | 4                           | 22,2 |
| Політична партія «Фронт Змін» | 3                           | 16,7 |
| Комуністична партія України   | 2                           | 11,1 |
| Аграрна партія України        | 1                           | 5,6  |

#### За округами
| № округу                      | Прізвище, ім'я, по батькові     | Дата визнання обраним | Освіта             | Партійна приналежність            | Відомості про обраного депутата                                                                      |
| ----------------------------- | ------------------------------- | --------------------- | ------------------ | --------------------------------- | --- |
| Аграрна партія України        |                                 |                       |                    |                                   | |
| 14                            | Павленко Василь Дмитрович       | 01.11.2010            | вища               | член Аграрної партії України      | Агроцех № 8 ДП «Ілліч-Агро Донбас» ПАТ «Маріупольський металургійний комбінат ім. Ілліча», начальник |
| Комуністична партія України   |                                 |                       |                    |                                   | |
| 9                             | Віслоух Олександр Володимирович | 01.11.2010            | середня            | член Комуністичної партії України | тимчасово не працює                                                                                  |
| 10                            | Безима Любов Олексіївна         | 01.11.2010            | середня спеціальна | член Комуністичної партії України | пенсіонер                                                                                            |
| Партія регіонів               |                                 |                       |                    |                                   | |
| 1                             | Антоненко Олександр Іванович    | 01.11.2010            | вища               | член Партії регіонів              | ДП Ілліч-Рибак, заступник директора                                                                  |
| 2                             | Юшкевич Олег Юрійович           | 01.11.2010            | середня спеціальна | член Партії регіонів              | Металургійний комбінат «Азовсталь», диспетчер                                                        |
| 3                             | Полянський Олексій Миколайович  | 01.11.2010            | вища               | член Партії регіонів              | Металургійний комбінат «Азовсталь», інженер-технолог                                                 |
| 4                             | Хамбур Олексій Харлампійович    | 01.11.2010            | вища               | член Партії регіонів              | Екологічний контроль на Державному кордоні, заступник начальника                                     |
| 7                             | Шкляр Любов Георгіївна          | 01.11.2010            | вища               | член Партії регіонів              | Виноградненська загальноосвітня школа I-III ст., директор                                            |
| 13                            | Круликовська Тамара Анатоліївна | 01.11.2010            | вища               | член Партії регіонів              | Виноградненська сільська рада, секретар                                                              |
| 16                            | Рамазанова Юлія Миколаївна      | 01.11.2010            | вища               | член Партії регіонів              | Виноградненська загальноосвітня школа I-III ст., вчитель                                             |
| 17                            | Апанасько Петро Володимирович   | 01.11.2010            | вища               | член Партії регіонів              | Маріупольське СП «Птахо інкубатор», заступник директора                                              |
| Політична партія «Фронт Змін» |                                 |                       |                    |                                   | |
| 5                             | Марухненко Іван Миколайович     | 01.11.2010            | середня            | позапартійний                     | пенсіонер                                                                                            |
| 8                             | Нестеренко Олександр Григорович | 01.11.2010            | середня            | позапартійний                     | Металургійний комбінат «Азовсталь», слюсар                                                           |
| 11                            | Рибін Юрий Васильович           | 01.11.2010            | середня            | позапартійний                     | тимчасово не працює                                                                                  |
| Самовисування                 |                                 |                       |                    |                                   | |
| 6                             | Пархоменко Ольга Миколаївна     | 01.11.2010            | середня спеціальна | позапартійна                      | тимчасово не працює                                                                                  |
| 12                            | Колесник Сергій Євгенович       | 01.11.2010            | середня            | позапартійний                     | ООО «Азовінтекс», водій                                                                              |
| 15                            | Лаліс Костянтин Геннадійович    | 01.11.2010            | вища               | позапартійний                     | ЗАО «Азовелектросталь», заступник                                                                    |
| 18                            | Луняк Микола Миколайович        | 01.11.2010            | середня            | позапартійний                     | ПП «Луняк», підприємець                                                                              |